# A Bomba (romance policial)
A Bomba - em sueco Sprängaren - é um romance policial da escritora sueca Liza Marklund, publicado em 1998.
É o primeiro livro com a personagem fictícia Annika Bengtzon - uma jornalista do Kvällspressen, um jornal igualmente fictício de Estocolmo.

A tradução portuguesa foi editada pelo Círculo de Leitores em 2002.

## Filme
O romance foi adaptado ao cinema pelo realizador Colin Nutley, dando origem em 2001 ao filme Sprängaren, com a atriz Helena Borgström no papel de Annika Bengtzon.